# Ángulo de incidencia de la radiación solar
El ángulo de incidencia de la radiación solar depende de la posición del sol en relación con una determinada posición de la superficie terrestre en un determinado momento del año.

## Ángulo de incidencia y captador de energía solar
Un captador de energía solar puede ocupar cualquier posición sobre la superficie terrestre, por lo que el ángulo de incidencia puede variar notablemente. Los factores de que depende este ángulo de incidencia son:
- Declinación
- Latitud geográfica
- Inclinación
- Orientación (arquitectura)
- Ángulo horario

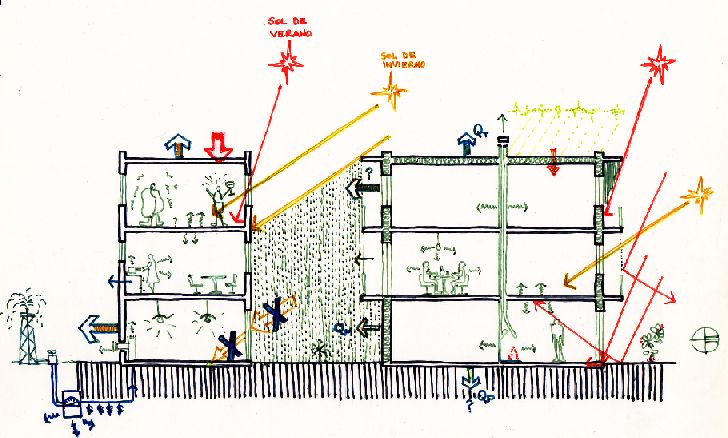
El aprovechamiento de la energía solar en un edificio debe contemplar las diferencias de ángulos estacionales

De esta forma, una superficie absorbente podrá captar energía solar un día determinado del año (tendrá un ángulo de declinación), estará situado en un punto cualquiera de la Tierra (latitud), podrá estar inclinado con cierto ángulo respecto a la horizontal del terreno (inclinación), tendrá una cierta orientación respecto a la dirección de la meridiana (orientación) y finalmente, como el Sol se desplaza aparentemente recorriendo la eclíptica, el ángulo de incidencia también variará a lo largo del día, por lo que se requiere conocer el ángulo horario.
- Datos: Q9098434